# Гелева ручка

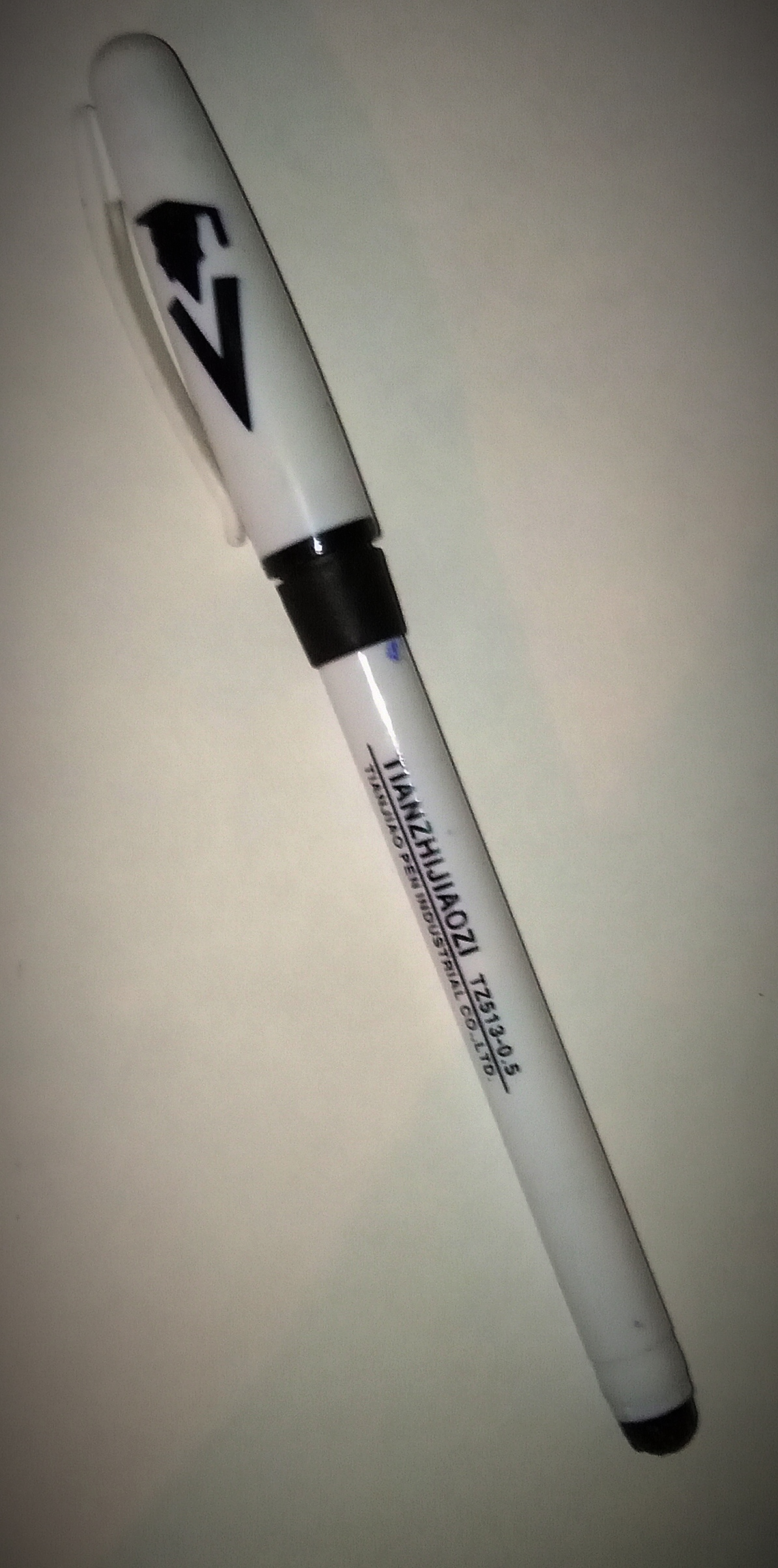
Гелева ручка

Гелева ручка — різновид ручки, в якій для письма використовується стрижень, заповнений чорнилом, з кульковим пишучим вузлом на кінці. На відміну від поширених кулькових ручок, в яких пишуть матеріалом є чорнильна паста, в ручках-ролерів використовуються гель або інша барвна рідина на водній основі. Завдяки меншій в'язкості чорнило краще вбираються, що дозволяє даними ручкам залишати слід, схожий зі слідом пір'яний ручки. Пише кулька, як правило, має розміри 0,5 або 0,7 мм в діаметрі.

## Історія
Перша гелева ручка була розроблена японською компанією Ohto Co. в 1963 році. Гелеві ручки були винайдені інший японською компанією, Sakura Color Products Corp., в 1984 році.

## Переваги
Однією з основних переваг гелевих ручок є простота і легкість використання, в порівнянні з кульковими ручками. Для письма потрібно менший тиск на друкарську поверхню, завдяки чому кисть руки значно менше напружується, як і при використанні пір'яних ручок. Але, на відміну від останніх, заміна картриджів здійснюється набагато простіше. Крім цього, гелеві ручки відрізняються:
- великою різноманітністю кольорів
- більш чіткими лініями, ніж у кулькових ручок
- кращою машинопрочитаністю рукописного тексту
- надійнішою адгезію чорнила до поверхні, що дозволяє писати на більш забрудненому папері.

## Недоліки
До недоліків можна віднести більшу витрату і менший обсяг чорнила в порівнянні з кульковою ручкою. Також ймовірність протікання трохи більша.